# Classicídio

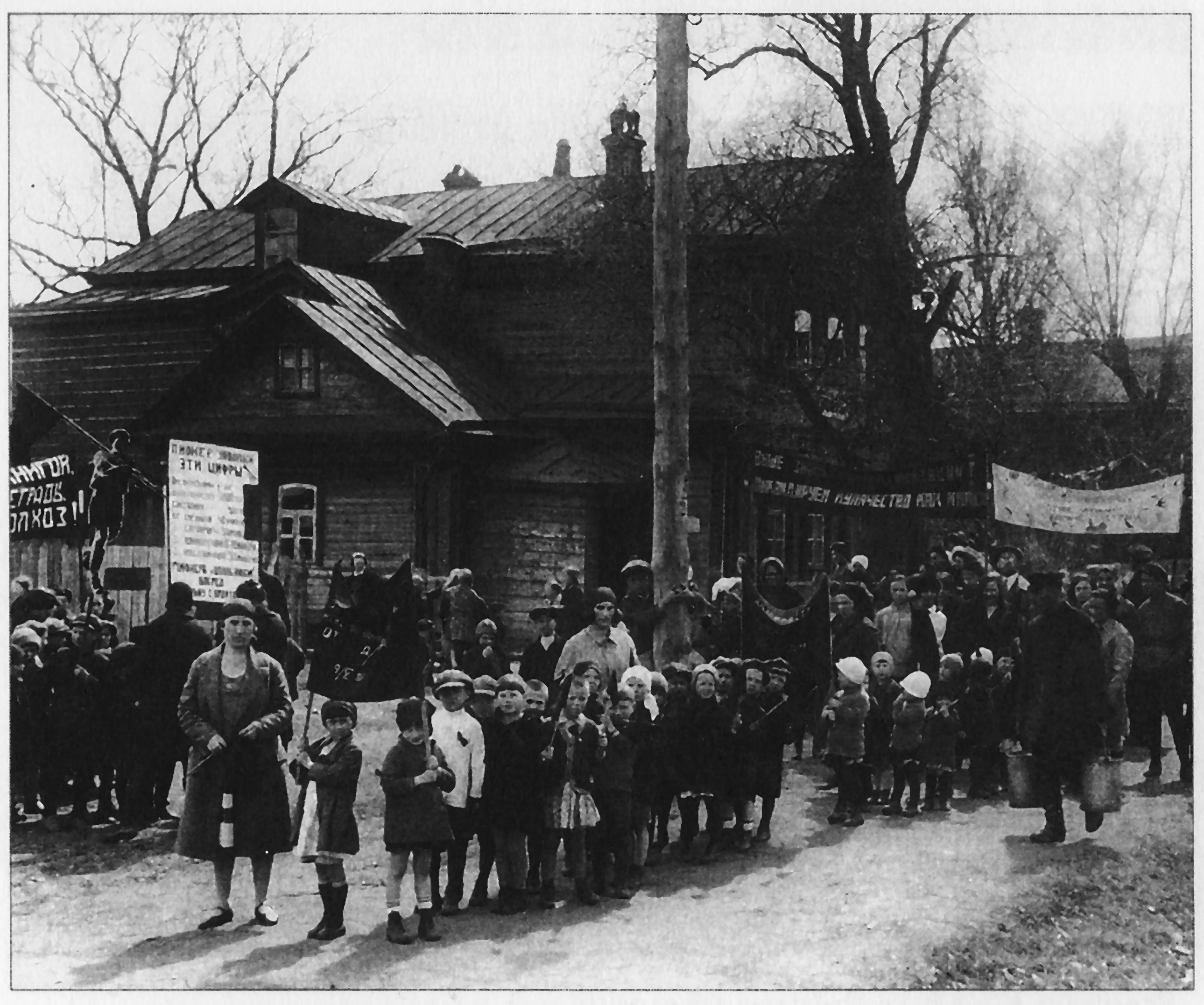
Desfile sob os slogans "Vamos eliminar os kulaks como classe" e "Todos para lutar contra os sabotadores da agricultura"

Classicídio é a destruição deliberada e sistemática, total ou parcial, de uma classe social por meio de perseguição e violência. O termo foi apelidado pelo sociólogo Michael Mann como um termo semelhante a genocídio. O classicídio  foi geralmente cometido por regimes comunistas como parte da luta de classes levada a cabo na China durante o Grande Salto Adiante, pelo Vietnã do Norte como parte da Reforma Agrária, pelo regime do Khmer Vermelho no Camboja, entre outros.

## Definição
Classicídio é um termo usado pela primeira vez por Fred Schwarz em seu livro de 1972, As Três Faces da Revolução. Posteriormente, foi usado por Michael Mann como um termo bem definido. Desde então, os sociólogos têm usado o classicídio para descrever as formas únicas de genocídio que se referem à aniquilação de uma classe por meio do assassinato ou deslocamento e destruição da classe alta para formar uma classe trabalhadora igual.

## Exemplos notáveis

### União Soviética
Em 1929, no início de sua ditadura, Joseph Stalin exigiu a "liquidação dos kulaks como classe". Os kulaks eram camponeses considerados "ricos" por Stalin em 1929. A ideia de dekulakization surgiu pela primeira vez em 1918 de Vladimir Lenin, que alegou que os kulaks eram "aproveitadores". A opressão dos kulaks não terminou até 1932, durante este tempo os kulaks foram expulsos de suas casas, suas terras confiscadas, fuziladas, presas, deportadas ou enviadas para campos de trabalho locais. Embora o termo classicide nunca tenha sido formalmente usado para descrever a destruição dos kulaks por Stalin, Stalin disse que eles "... passaram de uma política de limitar as tendências exploradoras dos kulak para uma política de eliminação dos kulaks como classe".

### China
Em 1947, durante a Guerra Civil Chinesa, três anos antes da República Popular da China, Mao Zedong conquistou os corações do Partido Comunista e da classe camponesa ao introduzir uma nova reforma agrária. Essa reforma agrária encorajou o assassinato em massa de ricos proprietários de terras e camponeses para redistribuir terras entre a classe camponesa e outros trabalhadores sem-terra. A ideia de matar proprietários de terras foi esboçada pela primeira vez por Kang Sheng, um especialista em táticas de terror, em 1947. A reforma abriu as portas para a violência quando Mao insistiu que os próprios camponeses deveriam matar. Os proprietários foram torturados. Eles foram desmembrados, enterrados vivos, estrangulados, baleados, etc. Não há como saber exatamente quantas pessoas morreram, mas os números variam de um milhão a 28 milhões.

### Camboja
Para impor seu domínio sobre o Camboja e transformá-lo em uma sociedade socialista agrária, Pol Pot e o Khmer Vermelho acreditavam que precisavam limpar o Camboja matando todos que consideravam membros de suas 'classes superiores', incluindo todos os membros de sua classe rica e instruída ' Minoria Khmer' que compartilhava culturas com o ex-líder, Nol. Portanto, Pol Pot se dirigiu a essas pessoas. Qualquer pessoa com educação, incluindo médicos, advogados e professores, foi morta.
As ações de Pol Pot eventualmente levaram ao deslocamento e criaram refugiados. Ele logo aboliu os direitos civis e políticos, o que permitiu que suas políticas genocidas não fossem controladas. Embora a maioria dos massacrados pelo Khmer Vermelho fossem imigrantes vietnamitas e membros da minoria Cham do Camboja, mais de 2 milhões de Khmer também foram mortos. As crianças foram separadas de suas famílias e seus pais foram assassinados a sangue frio, soldados do antigo regime e falantes de línguas estrangeiras também morreram. Pol Pot continuou seus ataques atacando as cidades da fronteira vietnamita, o que acabou levando os vietnamitas a invadir o Camboja e encerrar seu reinado. Muitos cambojanos acreditam que, se o exército vietnamita não tivesse contra-atacado, as incursões e matanças do Khmer Vermelho teriam continuado por um período mais longo.

### Vietnã do Norte
Ho Chi Minh, o ex-líder do Vietnã do Norte, instituiu a reforma agrária na década de 1950 para redistribuir as terras dos proprietários para o campesinato. Proprietários de terras no Vietnã do Norte se tornaram o alvo de campanhas difamatórias que o governo lançou contra eles, na esperança de que o campesinato se rebelasse contra as classes altas do país. Histórias de estupro, assassinato e exploração do campesinato por proprietários de terras eram contadas para ganhar o apoio das classes mais baixas. O governo expurgou os proprietários como uma classe. A maioria deles foi executada por pelotões de fuzilamento, apedrejamento e fome, e o resto foi preso em campos de reeducação. O número de proprietários de terras assassinados durante os anos da reforma agrária varia de 5.000 a 50.000.